# André Lima (futebolista)
André Luiz Barretto Silva Lima (Rio de Janeiro, 3 de maio de 1985) é um ex-futebolista brasileiro que atuava como centroavante. 
Jogador com passagem por diversos clubes do Brasil, ficou conhecido por ter marcado o primeiro gol oficial da Arena do Grêmio.

## Carreira

### Início
Com passagem pelas categorias de base do Madureira, aos 18 anos André Lima foi contratado pelo Vasco da Gama, clube pelo qual apareceu para o futebol por um episódio engraçado. Ficou famoso por, num jogo contra o Palmeiras válido pelo Campeonato Brasileiro de 2004, em São Januário, ter feito um gol enquanto o time perdia por 4 a 0 e comemorado efusivamente, deixando perplexa a torcida do Vasco, que estava perdendo. O time cruzmaltino foi derrotado por 5 a 2 naquela partida, e André Lima passou a ser perseguido pela torcida.

### Germinal Beerschot e Madureira
André Lima jogou ainda na Bélgica, pelo Germinal Beerschot. O atacante retornou ao Brasil no início de 2006, para atuar pelo Madureira no Campeonato Carioca, ajudando o clube a ser campeão da Taça Rio e, consequentemente, chegar à final após 70 anos. Em seguida transferiu-se para o Sampaio Corrêa, onde foi artilheiro do Campeonato Maranhense de 2006, com 15 gols, e vice-campeão.

### Sampaio Corrêa
Chegou ao Sampaio Corrêa e não demorou muito para cair nas graças da torcida, marcando belos gols, como um golaço de bicicleta contra o Americano na cidade de Palmeirândia, na goleada do tricolor por 4 a 1.
No final do campeonato, se envolveu numa confusão com o então superintendente de futebol, Jose Alberto de Moraes Rêgo, o popular Geografia, com relação a uma possível contusão que teria sofrido no joelho, o diretor anunciou que teria levado o atleta para constatar a possível contusão, que segundo ele não foi detectada. André Lima, então, segundo Geografia, desconfiando  do laudo do médico, procurou ajuda de um abnegado torcedor boliviano, que bancou a ressonância magnética para tirar as dúvidas do artilheiro das multidões do Maranhão.
Depois do resultado do exame, André Lima, convocou uma entrevista coletiva para anunciar o resultado do exame, o que acabou frustrando toda a imprensa e a torcida, pois o exame constatava que o jogador ficaria bom com tratamento e que poderia eventualmente passar por uma operação. Um desgaste desnecessário, pois um mês depois o atleta apareceu com todo o vigor vestindo a camisa do Botafogo, depois de ficar no banco nos jogos finais do campeonato maranhense, a pedido do próprio atleta. Hoje, André Lima, é lembrado como ídolo por alguns e mercenário por outros, no Maranhão.

### Botafogo
Contratado pelo Botafogo em 2007, André Lima estreou balançando as redes pelo alvinegro carioca, marcando um gol na vitória por 3 a 1 em um amistoso contra a Desportiva Capixaba. Já na estreia do Campeonato Carioca, o atacante entrou no segundo tempo do jogo contra o Madureira, enquanto o Fogão perdia por 2 a 0. Participando bem do jogo, fez um belo gol de bicicleta, em pleno Estádio do Maracanã, que empatou a partida em 2 a 2. André Lima logo virou xodó da torcida botafoguense e teve seu contrato estendido com o alvinegro até dezembro de 2008. O jogador admitiu várias vezes ser torcedor do clube desde a infância.
Mesmo sendo reserva, o atacante conseguiu ser artilheiro da Copa do Brasil com cinco gols, ao lado de mais dois jogadores. André Lima ganhou a chance de ser titular por um curto período de tempo, quando o titular Dodô foi pego no exame antidoping. Logo na segunda partida no lugar de Dodô, André fez todos os três gols botafoguenses em um empate contra o Sport, no Recife. Mesmo ficando cerca de um mês como titular apenas, pois Dodô havia sido absolvido após recurso, André Lima chegou à artilharia do Brasileirão de 2007 com 12 gols, empatado com Josiel, do Paraná, na 20ª rodada.
Naquela semana, acertou transferência para o Hertha Berlim, da Alemanha. Sua despedida do Botafogo foi numa vitória de 3 a 1 contra o Corinthians, em jogo válido pela Copa Sul-Americana, onde foi inscrito com a camisa número 18, a mesma que usava quando entrava no segundo tempo dos jogos pelo Fogão. Naquele jogo, André fez o terceiro gol botafoguense e se emocionou ao comemorar junto com a torcida.

### Hertha Berlim
No Hertha Berlim, André Lima chegou à Alemanha tendo como suporte mais três brasileiros: Gilberto, Mineiro e Lúcio. Com a camisa número 33, o atacante fez seu primeiro gol em uma partida contra o Hannover 96, no dia 10 de novembro de 2007.

### São Paulo
No dia 26 de junho de 2008, foi anunciado o empréstimo do jogador ao São Paulo pelo prazo de um ano. Realizou sua estreia no dia 3 de agosto, contra o Vasco, seu ex-clube, marcando dois gols na goleada por 4 a 0 no Morumbi.

### Retorno ao Botafogo
Em 7 de julho de 2009, firmou contrato de empréstimo até o final do ano junto ao Botafogo, marcando seu retorno ao clube do coração. Fez 12 gols, mas teve sua passagem interrompida por uma grave lesão no joelho a dois meses findo o contrato, o que sentenciou sua saída do clube.

### Fluminense
Pouco após sua saída do Botafogo, André acertou um contrato de empréstimo com o Fluminense no início de 2010, sendo contratado para ser reserva imediato de Fred. Entretanto, não se firmou na equipe durante o Campeonato Carioca, e em junho acabou sendo contratado pelo Grêmio até o fim da temporada.

### Grêmio
No dia 21 de junho de 2010, firmou contrato com o Grêmio.
O jogador afirmou na entrevista de apresentação ter escolhido o Grêmio entre outras propostas. Segundo as palavras do próprio jogador – Foi opção minha vir para cá. Apareceu a oportunidade e eu achei que era o momento. No final daquele ano, a empresa de material esportivo Adidas lançou uma chuteira personalizada para o jogador com a expressão "O Imortal", como também é conhecido o clube gaúcho. Como o atacante rescindiu seu vínculo junto ao Hertha Berlim, tornou-se dono do próprio passe e permaneceu no Grêmio para a temporada de 2011, conforme desejo relatado em uma entrevista coletiva após um treino do time gaúcho.
Seu primeiro gol pelo Grêmio foi contra o Fluminense, na 13ª rodada do Brasileirão de 2010 — André Lima terminou a competição com 11 gols em 21 jogos. No dia 31 de agosto de 2011, numa derrota gremista de 3 a 2 para o Corinthians, realizou sua partida de número 50ª com a camisa tricolor, quando fez seu oitavo gol pelo Grêmio na temporada 2011. Posteriormente ficou marcado pela torcida do Grêmio pela sua atuação decisiva no jogo contra o Flamengo, de Ronaldinho Gaúcho, disputado no dia 30 de outubro. André Lima fez os dois primeiros gols que empataram o jogo e possibilitaram a virada.
O atacante iniciou o ano de 2012 fora dos planos do clube gaúcho para a temporada, mas em 26 de janeiro foi reintegrado ao elenco tricolor. No dia 19 de agosto fez seu centésimo jogo pelo grêmio, marcando um dos gols da vitória gremista sobre o Figueirense por 4 a 0. Terminou a temporada como vice-artilheiro da equipe, e com a melhor média de gols entre os atacantes do time, mesmo tendo atuado poucas vezes entre os titulares. Na boa campanha do Grêmio no Campeonato Brasileiro, foi peça fundamental ao marcar gols decisivos em momentos derradeiros, principalmente nas vitórias sobre as equipes do Palmeiras, do São Paulo e da Ponte Preta, sempre entrando no decorrer da partida.
No dia 8 de dezembro de 2012, aproveitando cruzamento de Elano, André Lima marcou o primeiro gol da nova Arena do Grêmio. O centroavante marcou aos 8 minutos da etapa inicial o gol que abriu a vitória por 2 a 1 sobre o Hamburgo, da Alemanha, o bastante para escrever o seu nome na história do Grêmio.
Entretanto, André Lima perdeu muito espaço na equipe do Grêmio com a chegada de Willian José, Welliton e principalmente Hernán Barcos. Depois de ter recebido uma proposta para jogar no Beijing Guoan, da China, ele ficou de fora do jogo contra o São José, e após o jogo o presidente Fábio Koff anunciou sua saída do clube.

### Vitória
Após problemas de adaptação na China, em julho de 2013 André Lima retornou ao Brasil para defender o Vitória, inicialmente assinando um contrato de empréstimo até o final do ano. Porém, logo em seu primeiro jogo com a camisa do rubro-negro baiano, o empate em 1 a 1 contra o Coritiba, o atacante sofreu uma grave lesão nos ligamentos do joelho esquerdo, e ficou cerca de seis meses longe dos gramados. O clube anunciou que a renovação do contrato do jogador dependeria de sua recuperação.
No mês de dezembro, cerca de quatro meses após a lesão, André Lima retornou aos treinamentos leves. No início de fevereiro, já plenamente recuperado da lesão e treinando com bola, não teve seu contrato de empréstimo renovado pelo rubro-negro, e alegou que queria permanecer no clube baiano mas não lhe quiseram. Com isso, retornou ao Beijing Guoan.

### Coritiba
No dia 12 de abril de 2014, André Lima foi contratado pelo Coritiba, tendo seu vínculo contratual com o clube válido por um período de um ano. André até chegou a fazer exames físicos para atuar pela equipe paranaense, mas o negócio desandou por problemas de documentação junto à equipe chinesa. Contudo, voltou para seu clube do oriente.

### Avaí
Em dezembro de 2014, foi emprestado por uma temporada ao Avaí. André estreou com a camisa azurra no dia 5 de fevereiro de 2015, no empate em 0 a 0 contra o Criciúma pela segunda rodada do Campeonato Catarinense, na Ressacada. Ele entrou no intervalo no lugar do garoto Rômulo e teve várias chances de marcar; em uma delas colocou a bola na trave. Quando foi anunciado pelo sistema sonoro do estádio que André iria participar da partida, a torcida do Leão aplaudiu de pé e gritou o nome do goleador. Após o jogo, André agradeceu à torcida pelo gesto e pelo Avaí por dar a ele a oportunidade de poder jogar uma partida novamente após um ano e oito meses parado.
André marcou pela primeira vez com a camisa do Leão no dia 26 de fevereiro, no empate em 2 a 2 contra o Guarani de Palhoça, no Estádio Renato Silveira, pela sétima rodada do Campeonato Catarinense. O jogo estava 1 a 0 para o time de Palhoça, e após o escanteio, André cabeçou para empatar a partida. O Guarani fez mais um, mas Anderson Lopes, de pênalti, empatou o jogo. O Avaí já não tinha mais chances para se classificar para o hexagonal final, em busca do 17º título. Devido à uma punição por uma escalação irregular do zagueiro Antônio Carlos, o time de Floripa iria perder 6 pontos.
Na oitava rodada do Campeonato Brasileiro, no dia 21 de junho, contra o São Paulo, no Estádio do Morumbi, André Lima fez valer a "Lei do Ex" e marcou o gol de empate do Avaí nos minutos finais da partida.

### Atlético Paranaense
No dia 5 de janeiro de 2016, foi anunciado como novo jogador do Atlético Paranaense. Em sua primeira temporada, alternou bons e maus momentos, mas seguiu marcando gols e foi peça importante na campanha que trouxe o clube de volta à Copa Libertadores da América. No entanto, em janeiro do ano seguinte, o Atlético anunciou que o jogador estava fora dos planos para a temporada 2017.

### Retorno ao Vitória
No dia 23 de janeiro de 2017, foi anunciado o seu retorno ao Vitória, após três anos desde a primeira passagem. Em seu primeiro ano após o retorno, mesmo na reserva, foi o artilheiro da equipe na temporada, com 15 gols.

## Títulos
Germinal Beerschot
- Copa da Bélgica: 2004-2005

Madureira
- Taça Rio: 2006

Botafogo
- Taça Rio: 2007

São Paulo
- Campeonato Brasileiro: 2008

Grêmio
- Taça Piratini: 2011

Atlético Paranaense
- Campeonato Paranaense: 2016

Vitória
- Campeonato Baiano: 2017

### Artilharias
Sampaio Corrêa
- Campeonato Maranhense: 2006 (15 gols)

Botafogo
- Copa do Brasil: 2007 (5 gols)

Vitória
- Campeonato Baiano: 2017 (7 gols)